# District de Troyes
Le district de Troyes est une ancienne division territoriale française du département de l'Aube de 1790 à 1795.
Il était composé des cantons de Troyes, Creney, Font Vannes, Isles, Lusigny, Piney, Saint Germain, Saint Lyé et Saint Martin aux Vignes.

## Galerie

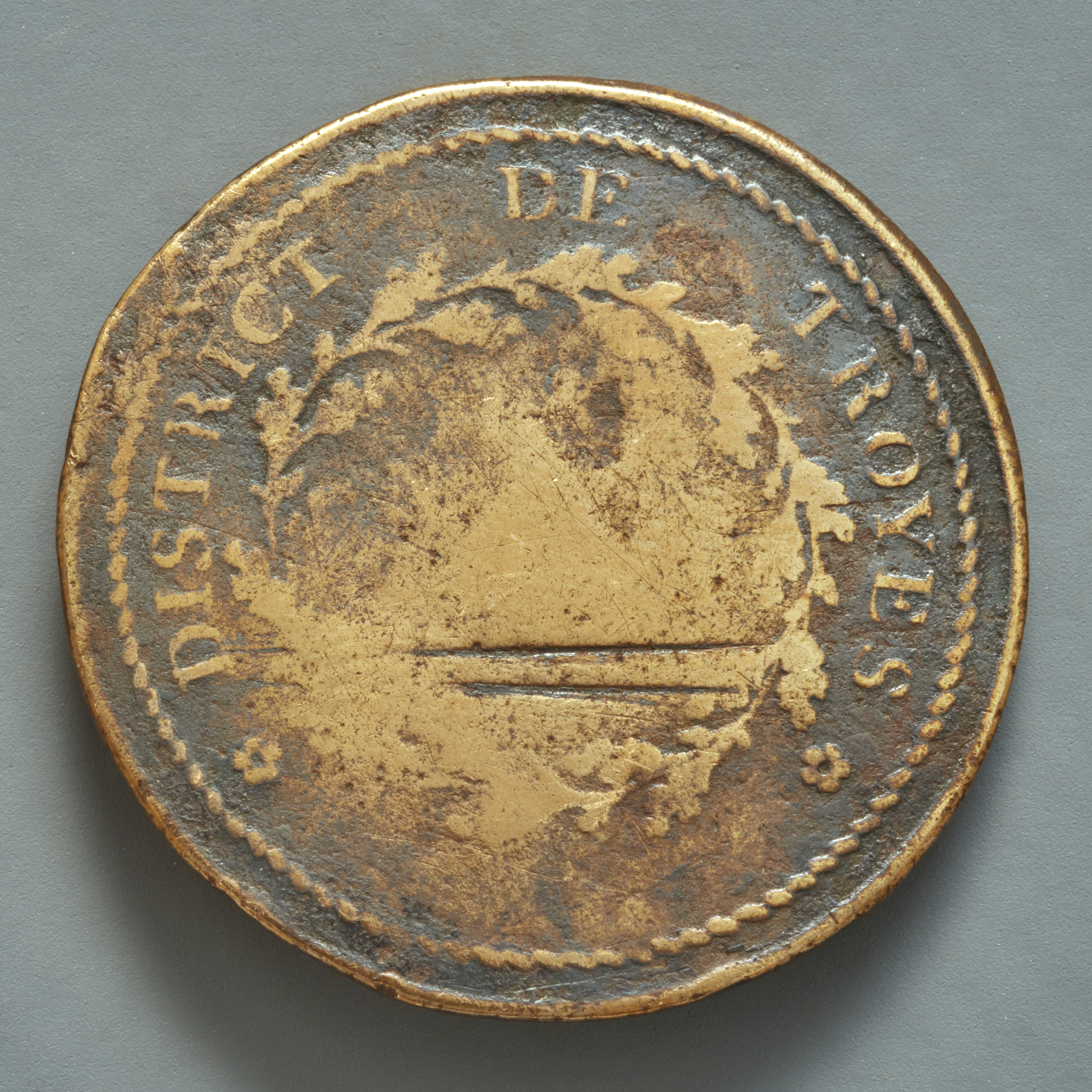
Bouton (musée Carnavalet)